# St. Hubertus (Ihn)

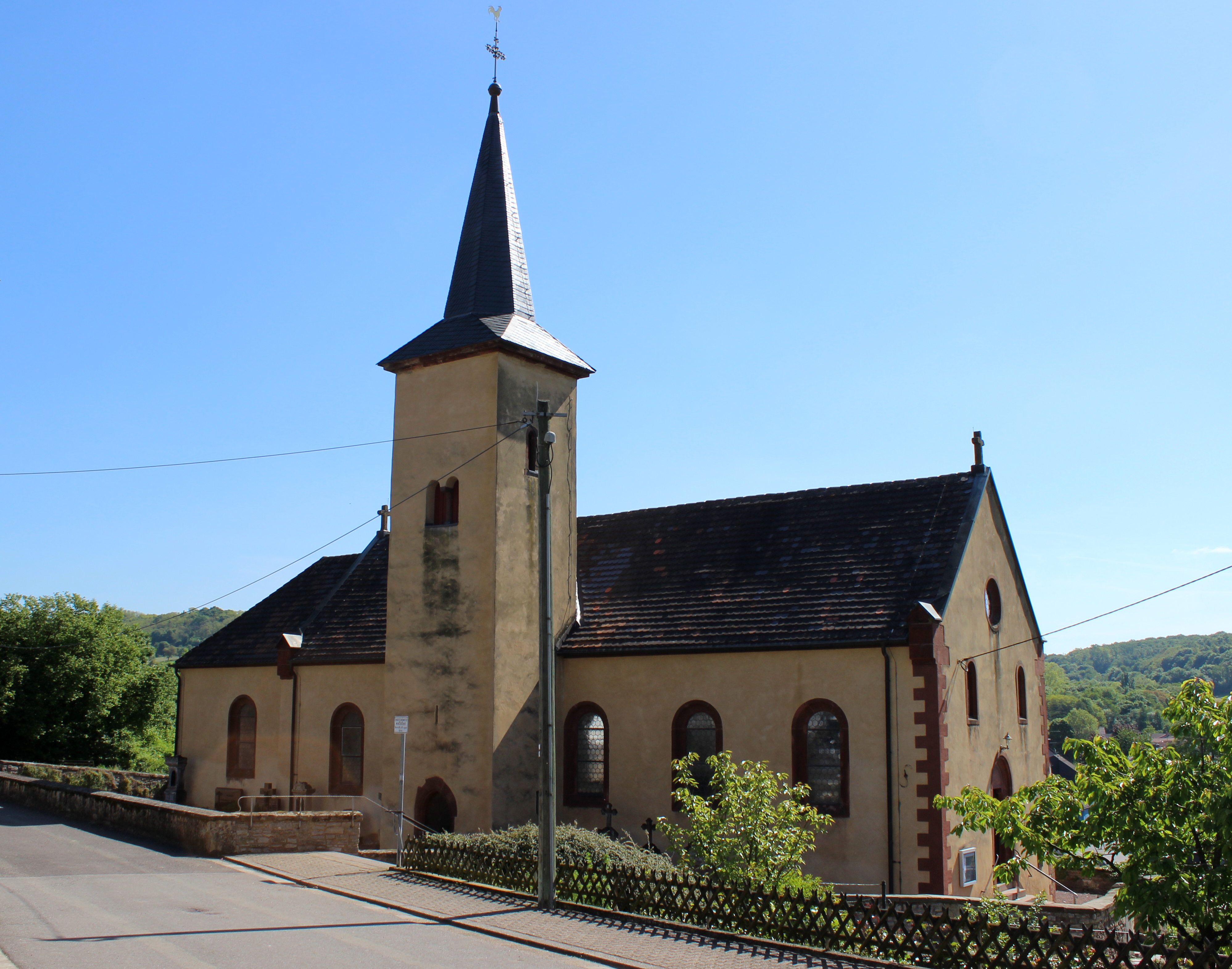
Die katholische Pfarrkirche St. Hubertus in Ihn

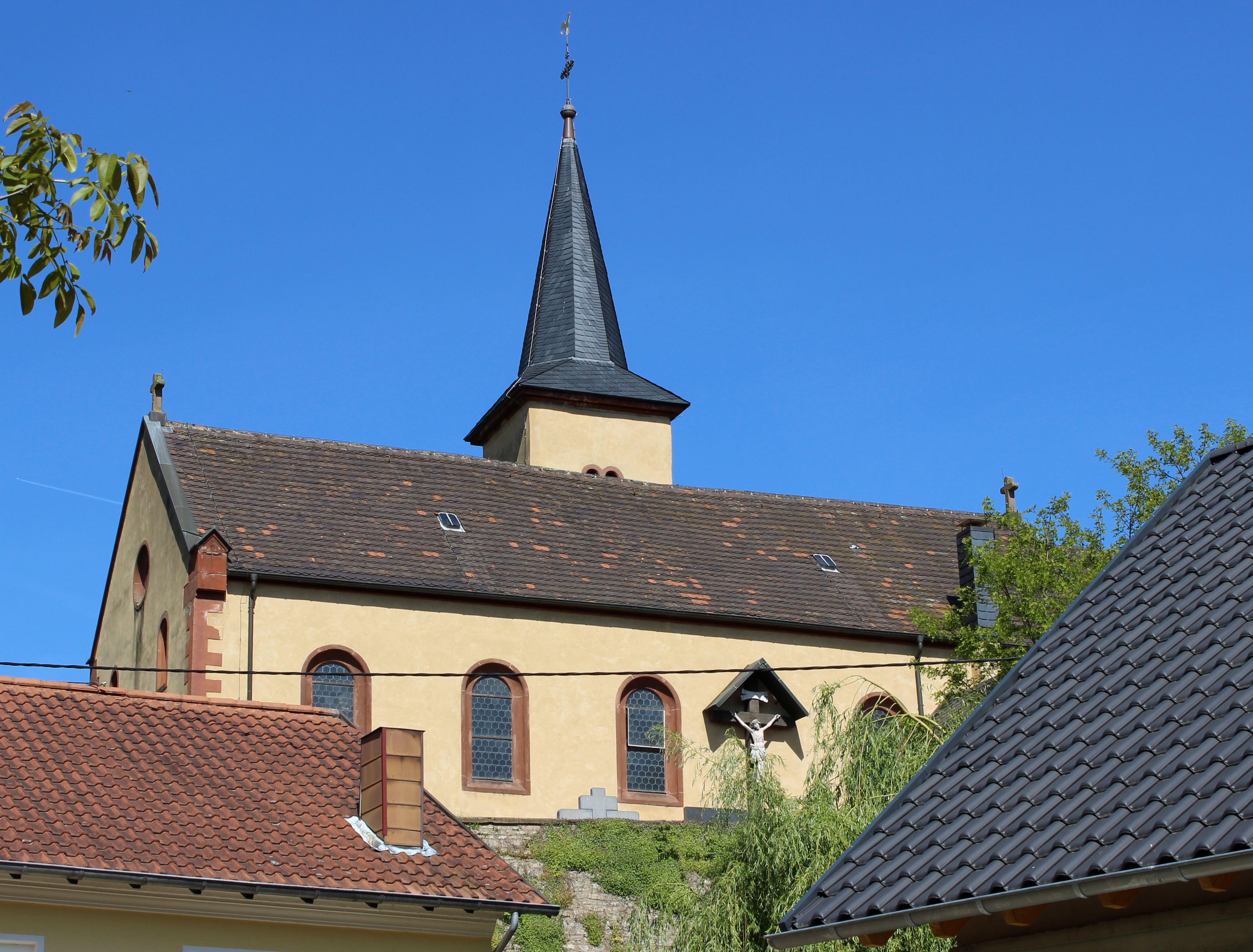
Weitere Ansicht der Kirche

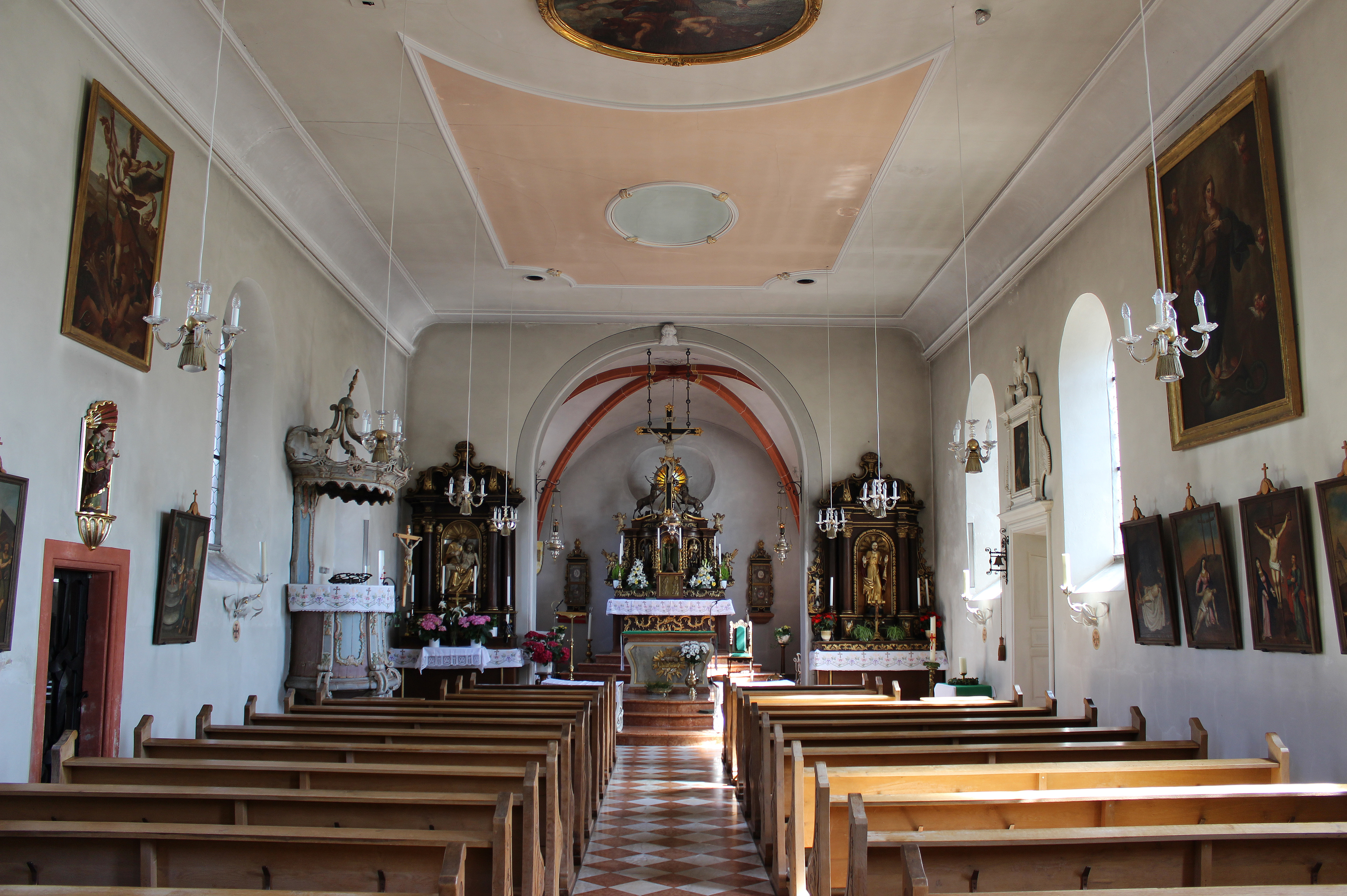
Blick ins Innere der Kirche

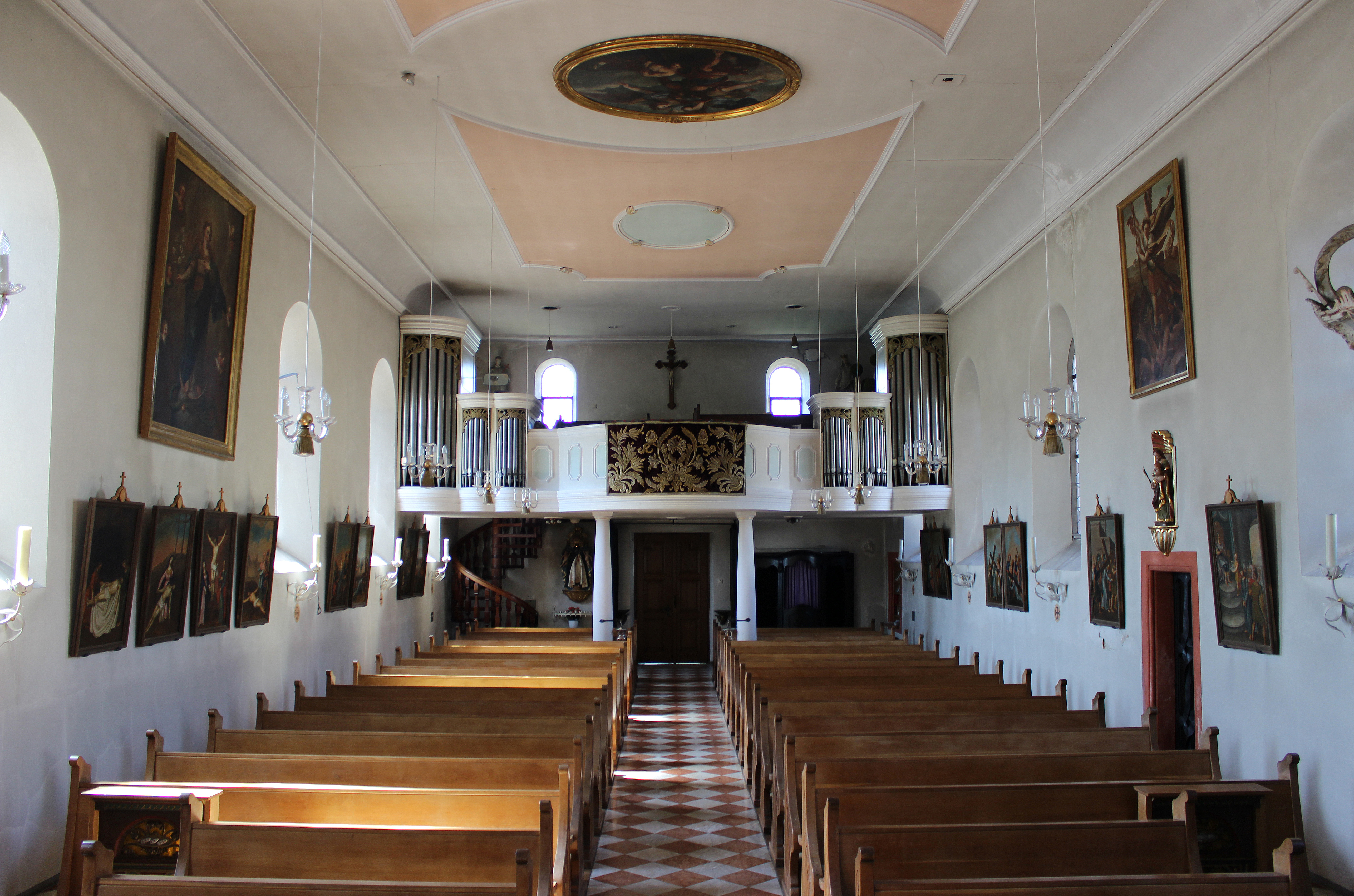
Blick vom Altarraum zur Orgelempore

Die Kirche St. Hubertus ist eine römisch-katholische Pfarrkirche in Ihn, einem Ortsteil der saarländischen Gemeinde Wallerfangen, Landkreis Saarlouis. Kirchenpatron ist der heilige Hubertus, der Schutzheilige der Jagd. In der Denkmalliste des Saarlandes ist die Kirche als Einzeldenkmal aufgeführt.

## Geschichte

### Pfarrei
Als Pfarrort ist Ihn im Jahr 1159 bezeugt. Als Filiale gehörte der Ort Rammelfangen zur Ihner Pfarrei. Als Patronin der Kirche wurde 1559 die heilige Maria genannt. Die Pfarrei im Nachbarort Niedaltdorf verwaltete im 17. Jahrhundert die Pfarrei Ihn mit, in der ein Kaplan den Dienst versah. 1698 erlangte die Pfarrei Ihn wieder ihre Eigenständigkeit. 1732 kam es zu einem Wechsel des Patroziniums von der heiligen Maria zum heiligen Hubertus. Ab 1955 wurde die Pfarrei Ihn, die bis dahin eigene Pfarrer hatte, wieder von Niedaltdorf mitverwaltet. Von 1995 bis 1998 übernahm der Pfarrer der Hemmersdorfer Kirchengemeinde die Verwaltungsaufgaben in Ihn, zu dessen Unterstützung im Ihner Pfarrhaus ein Vikar wohnte. Seit 1998 ist die Seelsorgeeinheit Gisingen für die Pfarrei Ihn zuständig.

### Baugeschichte
Aufgrund der Erwähnung von Ihn als Pfarrort im Jahr 1159, gab es zum damaligen Zeitpunkt eine Pfarrkirche. Teile des Kirchturms könnten noch aus dieser Zeit stammen, worauf eine stilistisch ins 12. Jahrhundert passende Schallöffnung mit Rundsäulchen und Kämpferstein auf der Westseite des Turmes hindeutet. Das Portal in gotischer Formensprache im Erdgeschoss des Turmes ist eine Veränderung aus späterer Zeit. Es trägt im Schlussstein des Portalgewändes die Jahreszahl 1616. Im Jahr 1726 war ein Neubau der Kirche erforderlich geworden, wobei der Turm und der gotische Chor erhalten blieben. Die Einweihung erfolgte 1732 durch den Trierer Weihbischof Lothar Friedrich von Nalbach. 1836 kam es zur Verlängerung des Kirchenschiffes nach Süden um eine Achse und zum Einbau einer tiefen Empore. Der Turm erhielt 1846 einen neuen Helm. Im Zweiten Weltkrieg erlitt das Gotteshaus 1939/40 schwere Beschädigungen, die bis 1942 soweit behoben wurden, dass wieder Gottesdienste stattfinden konnten. Nach 1945 erfolgten Restaurierungs- und Umbaumaßnahmen, bei denen die tiefe Empore verkürzt und die Decke stuckiert wurde.

## Ausstattung
Von der Ausstattung aus der Zeit des Neubaus des Kirchenschiffs im 18. Jahrhundert haben sich drei Altäre erhalten, die 1732 geweiht wurden. Es handelt sich um zwei Seitenaltäre, von denen heute der eine als Marienaltar und der andere als Herz-Jesu-Altar dient und um einen Hochaltar. Von der ehemaligen Kanzel der Kirche blieben die Füllbretter mit den vier Evangelisten erhalten, die heute an den Seitenwänden im Altarraum angebracht sind. Von der ehemaligen Kommunionbank fanden zwei Fragmente im Kirchengestühl wieder Verwendung. Die Figuren in den Nischen der Altäre wurden 1893 angeschafft. Der plastische Aufbau auf dem Hochaltar wurde nach dem Zweiten Weltkrieg ergänzt.
Die heutige Kanzel stammt ursprünglich aus einer Trierer Kirche, kam dann nach Primstal und wurde nach dem Abriss der Primstaler Kirche von der Ihner Pfarrei erworben. Aus Primstal stammt auch der Beichtstuhl unter der Empore, sowie die mit Jugendstilornamenten versehenen Bankwangen. Der Kreuzweg von 1801 und zwei Gemälde an den Seitenwänden des Kirchenschiffes stammen aus der ehemaligen katholischen Kirche von Lorenzen bei Saarunion/Elsass.
Im Erdgeschoss des Turmes steht ein Taufstein, der ursprünglich in der Pfarrkirche von Niedaltdorf stand. Dort befinden sich auch zwei Grabsteine, von denen einer mit „Guldner Bedersdorf“ signiert ist. Die Guldners waren eine im 18. Jahrhundert an vielen Orten des Saargaus tätige Bildhauerfamilie, die u. a. für die Altäre der Kirche St. Martin in Berus verantwortlich zeichneten.
Von Ernst Alt (Saarbrücken) stammen die Entwürfe für das Gitter zum Turm, für die Wandleuchten und das Lesepult auf der Kanzel.
Darüber hinaus befinden sich in der Kirche viele Ausstattungsgegenstände aus anderen Kirchen, oder die im Laufe der Zeit im Kunsthandel oder auf Märkten erworben wurden.
Die Orgel der Kirche wurde von der Firma Mayer (Heusweiler) erbaut.